# Кастровальва
«Кастровальва» (итал. Castrovalva) — литография нидерландского графика Маурица Корнелиса Эшера, впервые опубликованная в 1930 году. Как и другие ранние работы Эшера, литография посвящена одному из мест, которые художник посетил во время путешествия по Италии. На ней изображена деревня Кастровальво в регионе Абруццо, расположенная на вершине крутого холма. Наблюдатель стоит на узкой тропинке, тянущейся вдоль склона и спускающейся в долину. На переднем плане у края тропки видны цветы, трава, папоротник, жук и улитка. В долине на заднем плане видны возделываемые поля и два городка, ближайший из которых, — это Анверса-дельи-Абруцци, а дальний — Казале.
В настоящее время посёлок Кастровальва является округом коммуны Анверса-дельи-Абруцци. Местные власти назвали в честь художника первый поворот дороги перед въездом в селение. С этого места можно увидеть посёлок в такой же перспективе, как он показан на литографии.